# Rhadamanthys Linea
La Rhadamanthys Linea è una struttura geologica della superficie di Europa.